# Damenbundesliga 2011 (Football)
Die Damenbundesliga (DBL) Saison 2011 war die 22. Spielzeit in der höchsten Spielklasse des American Football in Deutschland für Frauen.
Das Eröffnungsspiel der Saison 2011 bestritten die Cologne Falconets gegen die Mülheim Shamrocks am 15. Mai 2011 um 13 Uhr. Die DBL-Saison 2011 wurde von Mai bis September ausgetragen. Im Anschluss an die reguläre Saison fanden ein Viertel-, Halb- und Finale, der Ladiesbowl XX statt.
Das Finale wurde am 18. September in Berlin ausgetragen. Wie in der Vorsaisons gewannen die Berlin Kobra Ladies gegen die Düsseldorf Blades, in diesem Fall mit 42:21.

## Modus
In der Saison 2011 traten insgesamt acht Teams in zwei getrennten Gruppen an (vier in Gruppe A, drei in Gruppe B). Jede dieser Gruppen trägt ein doppeltes Rundenturnier aus, wobei jedes Team einmal das Heimrecht genießt. Nach jeder Partie erhält die siegreiche Mannschaft zwei und die besiegte null Punkte. Bei einem Unentschieden erhält jede Mannschaft einen Punkt. Die Punkte des Gegners werden als Minuspunkte gerechnet. Nach Beendigung des Rundenturniers wird eine Rangliste ermittelt, bei der zunächst die Anzahl der erzielten Punkte entscheidend ist. Bei Punktgleichheit entscheidet der direkte Vergleich.

Nach den Rundenturnieren spielen die jeweils drei bestplatzierten Mannschaften in drei Play-off-Runden um die Deutsche Meisterschaft. Während die Gruppenersten als Heimmannschaften im Halbfinale feststehen, spielen die Zweit- und Drittplatzierten über Kreuz im Viertelfinale gegeneinander. Der jeweils Zweitplatzierte spielt also gegen den Drittplatzierten der anderen Gruppe. Hierbei genießen die Gruppenzweiten Heimrecht. Die siegreichen Teams rücken in das Halbfinale auf und die darin siegreichen treten entsprechend im Ladiesbowl gegeneinander an.

## Teams
In der Gruppe A haben die folgenden Teams am Ligabetrieb teilgenommen:
- Cologne Falconets (zuvor in Gruppe B bzw. Süd)
- Düsseldorf Blades (zuvor in Gruppe B bzw. Süd)
- Hamburg Amazons
- Mülheim Shamrocks

In der Gruppe B haben die folgenden Teams am Ligabetrieb teilgenommen:
- Berlin Kobra Ladies (zuvor in Gruppe A bzw. Nord)
- Crailsheim Hurricanes (zuvor als Nürnberg Hurricanes)
- Munich Cowboys Ladies

## Saisonverlauf
In diesem Jahr traten nur sieben Teams in der DBL an, da die Dresden Diamonds in die DBL2 wechselten. Außerdem zogen die Nürnberg Hurricanes nach Crailsheim um und Köln, Düsseldorf sowie Berlin wechselten die Gruppen.
Die Saison begann am 15. Mai mit einem Eröffnungsspiel der Cologne Falconets gegen die Mülheim Shamrocks, welches Köln mit 12:0 gewann.
Nordmeisterinnen wurden ungeschlagen die Düsseldorf Blades, die im Halbfinale mit 21:6 gegen die Munich Cowboys Ladies gewannen und damit im Ladiesbowl standen. Gruppenzweite wurden erneut die Hamburg Amazons, -dritte die Cologne Falconets. Beide schieden im Viertelfinale aus.
In der Süd-Gruppe gewannen die Berlin Kobra Ladies ebenfalls ungeschlagen den Meistertitel vor den Crailsheim Hurricanes und Munich Cowboys Ladies. Im Halbfinale gewann Berlin mit 50:20 gegen die Crailsheim Hurricanes, die zuvor im Viertelfinale mit 46:10 die Cologne Falconets geschlagen hatten.
Das Saisonfinale, der Ladiesbowl XX, fand in diesem Jahr im Stadion Wilmersdorf in Berlin erneut mit den Berlin Kobra Ladies und Düsseldorf Blades statt. Vor Heimkulisse führten die Berlinerinnen bereits zur Halbzeit mit 28:21 und konnten am Ende das Spiel mit 42:21 für sich entscheiden. Für die Berlinerinnen war es die fünfte Meisterschaft insgesamt und in Folge.

### Abschlusstabellen
| Gruppe A | Gruppe A          | Gruppe A | Gruppe A | Gruppe A | Gruppe A | Gruppe A | Gruppe A |    | Gruppe B              | Gruppe B | Gruppe B | Gruppe B | Gruppe B | Gruppe B | Gruppe B | Gruppe B |
| #        | Team              | Punkte   | Sp       | S        | U        | N        | TD-Pkt.  | #  | Team                  | Punkte   | Sp       | S        | U        | N        | TD-Pkt.  |          |
| -------- | ----------------- | -------- | -------- | -------- | -------- | -------- | -------- | -- | --------------------- | -------- | -------- | -------- | -------- | -------- | -------- | -------- |
| 1.       | Düsseldorf Blades | 12:00    | 6        | 6        | 0        | 0        | 223:530  | 1. | Berlin Kobra Ladies   | 8:0      | 4        | 4        | 0        | 0        | 158:590  |          |
| 2.       | Hamburg Amazons   | 8:4      | 6        | 4        | 0        | 2        | 144:120  | 2. | Crailsheim Hurricanes | 4:4      | 4        | 2        | 0        | 2        | 088:121  |          |
| 3.       | Cologne Falconets | 4:8      | 6        | 2        | 0        | 4        | 058:107  | 3. | Munich Cowboys Ladies | 0:8      | 4        | 0        | 0        | 4        | 074:140  |          |
| 4.       | Mülheim Shamrocks | 00:12    | 6        | 0        | 0        | 6        | 015:160  |    |                       |          |          |          |          |          |          |          |

Erläuterung: Halbfinal-Qualifikation, Viertelfinal-Qualifikation, Stand: 18. September 2011 (Saisonende)

### Play-offs
|  | Viertelfinale | Viertelfinale         | Viertelfinale |  |  | Halbfinale | Halbfinale            | Halbfinale |  |    | Ladiesbowl XX       | Ladiesbowl XX     | Ladiesbowl XX |
|  |               |                       |               |  |  |            |                       |            |  |    |                     |                   |               |
|  |               |                       |               |  |  | A1         | Düsseldorf Blades     | 21         |  |    |                     |                   |               |
|  | A2            | Hamburg Amazons       | 6             |  |  | B3         | Munich Cowboys Ladies | 6          |  |    |                     |                   |               |
|  | B3            | Munich Cowboys Ladies | 14            |  |  |            |                       |            |  | B1 | Berlin Kobra Ladies | 42                |               |
|  |               |                       |               |  |  |            |                       |            |  |    | A1                  | Düsseldorf Blades | 21            |
|  |               |                       |               |  |  | B1         | Berlin Kobra Ladies   | 50         |  |    |                     |                   |               |
|  | B2            | Crailsheim Hurricanes | 46            |  |  | B2         | Crailsheim Hurricanes | 20         |  |    |                     |                   |               |
|  | A3            | Cologne Falconets     | 10            |  |  |            |                       |            |  |    |                     |                   |               |

Viertelfinale
|                      |                              |  |                 |                          |                       |  |           |
|                      | Hamburg 14.08.2011 14:00 Uhr |  | Hamburg Amazons | \| \| 6 : 14 \| \| \| \| | Munich Cowboys Ladies |  | Homefield |
| (0:0, 0:0, 6:8, 0:6) | Hamburg 14.08.2011 14:00 Uhr |  | Hamburg Amazons |                          | Munich Cowboys Ladies |  | Homefield |
|                      | 6 : 14                       |  |                 |                          |                       |  |           |
|                      |                              |  |                 |                          |                       |  |           |

|                         |                                 |  |                       |                           |                   |  |                            |
|                         | Crailsheim 13.08.2011 15:00 Uhr |  | Crailsheim Hurricanes | \| \| 46 : 10 \| \| \| \| | Cologne Falconets |  | Sportplatz Reußenberg Str. |
| (16:0, 12:2, 12:8, 6:0) | Crailsheim 13.08.2011 15:00 Uhr |  | Crailsheim Hurricanes |                           | Cologne Falconets |  | Sportplatz Reußenberg Str. |
|                         | 46 : 10                         |  |                       |                           |                   |  |                            |
|                         |                                 |  |                       |                           |                   |  |                            |

Halbfinale
|                       |                                 |  |                   |                          |                       |  |                        |
|                       | Düsseldorf 04.09.2011 14:00 Uhr |  | Düsseldorf Blades | \| \| 20 : 6 \| \| \| \| | Munich Cowboys Ladies |  | Universitätssportplatz |
| (14:0, 0:6, 6:0, 0:0) | Düsseldorf 04.09.2011 14:00 Uhr |  | Düsseldorf Blades |                          | Munich Cowboys Ladies |  | Universitätssportplatz |
|                       | 20 : 6                          |  |                   |                          |                       |  |                        |
|                       |                                 |  |                   |                          |                       |  |                        |

|                          |                             |  |                     |                           |                       |  |                     |
|                          | Berlin 04.09.2011 15:00 Uhr |  | Berlin Kobra Ladies | \| \| 50 : 20 \| \| \| \| | Crailsheim Hurricanes |  | Stadion Wilmersdorf |
| (14:0, 20:14, 6:6, 10:0) | Berlin 04.09.2011 15:00 Uhr |  | Berlin Kobra Ladies |                           | Crailsheim Hurricanes |  | Stadion Wilmersdorf |
|                          | 50 : 20                     |  |                     |                           |                       |  |                     |
|                          |                             |  |                     |                           |                       |  |                     |

Ladiesbowl XVIII
|                                       |                         |  |                     |                           |                   |  |                     |
|                                       | Berlin 18:09.2011 14:00 |  | Berlin Kobra Ladies | \| \| 42 : 21 \| \| \| \| | Düsseldorf Blades |  | Stadion Wilmersdorf |
| (14:13, 14:8, 0:0, 14:0) Spielbericht | Berlin 18:09.2011 14:00 |  | Berlin Kobra Ladies |                           | Düsseldorf Blades |  | Stadion Wilmersdorf |
|                                       | 42 : 21                 |  |                     |                           |                   |  |                     |
|                                       |                         |  |                     |                           |                   |  |                     |